# Bachmaty
Bachmaty (biał. Бахматы, Bachmaty; ros. Бахматы, Bachmaty) – wieś na Białorusi, w obwodzie grodzieńskim, w rejonie lidzkim, w sielsowiecie Tarnowszczyzna.
Znajduje tu się kaplica katolicka pw. Matki Bożej Anielskiej, należąca do parafii św. Michała Archanioła w Niecieczy.

## Historia
W XIX i w początkach XX w. położone były w Rosji, w guberni wileńskiej, w powiecie lidzkim, w gminie Gonczary.
W dwudziestoleciu międzywojennym leżały w Polsce, w województwie nowogródzkim, w powiecie lidzkim. Do 11 kwietnia 1929 w gminie Honczary, a po jej zniesieniu w gminie Bielica. W 1921 miejscowość liczyła 109 mieszkańców, zamieszkałych w 22 budynkach, wyłącznie Polaków wyznania rzymskokatolickiego.
Po II wojnie światowej w granicach Związku Sowieckiego. Od 1991 w niepodległej Białorusi.